# Delaware City
Delaware City es una ciudad ubicada en el condado de New Castle en el estado estadounidense de Delaware. En el año 2000 tenía una población de 1.517 habitantes y una densidad poblacional de 446 personas por km².

## Geografía
Delaware City se encuentra ubicado en las coordenadas 39°34′29″N 75°35′37″O / 39.57472, -75.59361.

## Demografía
Según la Oficina del Censo en 2000 los ingresos medios por hogar en la localidad eran de $43,611, y los ingresos medios por familia eran $50,294. Los hombres tenían unos ingresos medios de $40,192 frente a los $27,800 para las mujeres. La renta per cápita para la localidad era de $21,992. Alrededor del 8.5% de la población estaban por debajo del umbral de pobreza.